# Premi Emmy 1985
La cerimonia della 37ª edizione dei Primetime Emmy Awards (37th Primetime Emmy Awards) si è tenuta al Pasadena Civic Auditorium di Pasadena (California) il 22 settembre 1985.
La cerimonia fu presentata da John Forsythe e fu trasmessa dalla ABC.

## Primetime Emmy Awards
Per le candidature, furono presi in considerazione i programmi trasmessi tra il 1º luglio 1984 e il 30 giugno 1985.

### Migliore serie televisiva drammatica
- New York New York (Cagney & Lacey)[1]
- A cuore aperto (St. Elsewhere)
- Hill Street giorno e notte (Hill Street Blues)
- Miami Vice
- La signora in giallo (Murder, She Wrote)

### Migliore serie televisiva comica o commedia
- I Robinson (The Cosby Show)[2]
- Casa Keaton (Family Ties)
- Cin-cin (Cheers)
- Giudice di notte (Night Court)
- Kate & Allie

### Miglior miniserie
- Il gioiello nella corona (The Jewel in the Crown)[3]
- Una donna di sostanza (A Woman of Substance)
- Ellis Island - La porta dell'America (Ellis Island)
- Robert Kennedy, la sua storia e il suo tempo (Robert Kennedy & His Times)
- Space

### Miglior speciale drammatico o commedia
- Non entrate dolcemente nella notte (Do You Remember Love)[4]
- Giustizia sarà fatta (Fatal Vision)
- Heartsounds
- Quando una donna (The Burning Bed)
- Wallenberg (Wallenberg: A Hero's Story)

### Migliore attore in una serie drammatica
- William Daniels – A cuore aperto[5]
- Ed Flanders – A cuore aperto
- Don Johnson – Miami Vice
- Tom Selleck – Magnum, P.I.
- Daniel J. Travanti – Hill Street giorno e notte

### Migliore attore in una serie comica o commedia
- Robert Guillaume – Benson[6]
- Harry Anderson – Giudice di notte
- Ted Danson – Cin-cin
- Bob Newhart – Bravo Dick (Newhart)
- Jack Warden – Crazy Like a Fox

### Miglior attore protagonista in una miniserie o speciale
- Richard Crenna – La lunga notte di Richard Beck (The Rape of Richard Beck)[7]
- Richard Chamberlain – Wallenberg
- James Garner – Heartsounds
- Lee Van Cleef _ The Master
- Richard Kiley – Non entrate dolcemente nella notte
- George C. Scott – Una favola fantastica (A Christmas Carol)

### Migliore attrice in una serie drammatica
- Tyne Daly – New York New York[8]
- Debbie Allen – Saranno famosi
- Sharon Gless – New York New York
- Veronica Hamel – Hill Street giorno e notte
- Angela Lansbury – La signora in giallo

### Migliore attrice in una serie comica o commedia
- Jane Curtin – Kate & Allie[9]
- Shelley Long – Cin-cin
- Phylicia Rashād – I Robinson
- Susan Saint James – Kate & Allie
- Isabel Sanford – I Jefferson (The Jeffersons)

### Miglior attrice protagonista in una miniserie o speciale
- Joanne Woodward – Non entrate dolcemente nella notte[10]
- Jane Alexander – Malizia a Hollywood (Malice in Wonderland)
- Peggy Ashcroft – Il gioiello nella corona
- Farrah Fawcett – Quando una donna
- Mary Tyler Moore – Heartsounds

### Migliore attore non protagonista in una serie drammatica
- Edward James Olmos – Miami Vice[11]
- Ed Begley Jr. – A cuore aperto
- John Hillerman – Magnum, P.I.
- John Karlen – New York New York
- Bruce Weitz – Hill Street giorno e notte

### Migliore attore non protagonista in una serie comica o commedia
- John Larroquette – Giudice di notte[12]
- John Ratzenberger – Cin-cin
- Nicholas Colasanto – Cin-cin
- Michael J. Fox – Casa Keaton
- George Wendt – Cin-cin

### Miglior attore non protagonista in una miniserie o speciale
- Karl Malden – Giustizia sarà fatta[13]
- Richard Burton – Ellis Island - La porta dell'America
- John Gielgud – Incontro sull'Orient Express (Romance on the Orient Express)
- Richard Masur – Quando una donna
- Rip Torn – The Atlanta Child Murders

### Migliore attrice non protagonista in una serie drammatica
- Betty Thomas – Hill Street giorno e notte[14]
- Barbara Bosson – Hill Street giorno e notte
- Christina Pickles – A cuore aperto
- Doris Roberts – Mai dire sì (Remington Steele)
- Madge Sinclair – Trapper John (Trapper John, M.D.)

### Migliore attrice non protagonista in una serie comica o commedia
- Rhea Perlman – Cin-cin[15]
- Selma Diamond – Giudice di notte
- Julia Duffy – Bravo Dick
- Marla Gibbs – I Jefferson
- Inga Swenson – Benson

### Miglior attrice non protagonista in una miniserie o speciale
- Kim Stanley – La gatta sul tetto che scotta (Cat on a Hot Tin Roof)[16]
- Penny Fuller – La gatta sul tetto che scotta
- Ann Jillian – Ellis Island - La porta dell'America
- Deborah Kerr – Una donna di sostanza
- Alfre Woodard – Words by Heart

### Migliore regia per una serie drammatica
- New York New York – Karen Arthur per l'episodio Heat[17]
- Hill Street giorno e notte – Georg Stanford Brown per l'episodio El Capitan
- Hill Street giorno e notte – Thomas Carter per l'episodio The Rise and Fall of Paul the Wall
- Miami Vice – Paul Michael Glaser per l'episodio Contrabbando
- Miami Vice – Lee H. Katzin per l'episodio Gente fidata

### Migliore regia per una serie comica o commedia
- I Robinson – Jay Sandrich per l'episodio La giovane donna[18]
- Alice – Marc Daniels per l'episodio Tommy's Lost Weekend
- Cin-cin – James Burrows per l'episodio Cheerio
- Kate & Allie – Bill Persky per l'episodio Landlady
- Moonlighting – Robert Butler per l'episodio L'orologio da polso

### Miglior regia per una miniserie o speciale
- Wallenberg – Lamont Johnson[19]
- Quando una donna – Robert Greenwald
- Il gioiello nella corona – Christopher Morahan e Jim O'Brien
- Giustizia sarà fatta – David Greene
- Non entrate dolcemente nella notte – Jeff Bleckner
- Segreto di famiglia (Consenting Adult) – Gilbert Cates

### Migliore sceneggiatura per una serie drammatica
- New York New York – Patricia Green per l'episodio Who Said It's Fair (part II)[20]
- A cuore aperto – Tom Fontana, John Masius e Steve Bello per l'episodio Murder, She Rote
- A cuore aperto – John Masius e Tom Fontana per l'episodio Sweet Dreams
- Hill Street giorno e notte – Jacob Epstein e Michael I. Wagner per l'episodio The Rise and Fall of Paul the Wall
- Miami Vice – Anthony Yerkovich per l'episodio Il colombiano
- New York New York – Deborah Arakelian per l'episodio Child Witness

### Migliore sceneggiatura per una serie comica o commedia
- I Robinson – Ed. Weinberger e Michael Leeson per l'episodio pilota[21]
- Cin-cin – Peter Casey e David Lee per l'episodio I Call Your Name
- Cin-cin – Glen Charles e Les Charles per l'episodio Rebound (part II)
- Cin-cin – David Lloyd per l'episodio Sam Turns the Other Cheek
- I Robinson – Earl Pomerantz per l'episodio Il signor pesce

### Migliore sceneggiatura per una miniserie o speciale
- Non entrate dolcemente nella notte – Vickie Patik[22]
- Quando una donna – Rose Leiman Goldemberg
- Il gioiello nella corona – Ken Taylor per l'episodio Crossing the River
- Giustizia sarà fatta – John Gay
- Wallenberg – Gerald Green